# Казанская Хава
Каза́нская Ха́ва — село в Новоусманском районе Воронежской области. Входит в Тимирязевское сельское поселение.

## История
Основано в 1861 году путем выселения крестьян владельцем села Казанская Хава (ныне посёлок Волна-Шепелиновка) в степь.

## Население
| 1859 | 2000 | 2005 | 2008 | 2010 |
| ---- | ---- | ---- | ---- | ---- |
| 499  | ↘210 | ↘134 | ↘127 | ↘126 |

## Уличная сеть
- ул. Ленина
- ул. Советская
- ул. Солнечная